# Thierry Coudert
Pour les articles homonymes, voir Coudert.
Thierry Coudert (né le 31 octobre 1958 à Metz en Moselle) est un homme politique, haut fonctionnaire et écrivain français.
Préfet, délégué ministériel aux coopérations de sécurité, il a par ailleurs été conseiller de Paris élu dans le 17e arrondissement, vice-président du groupe UMP au Conseil de Paris et est président-fondateur de La Diagonale.

## Carrière
Après Sciences Po Paris (1976-1979), dont il sort diplômé, Thierry Coudert intègre la promotion Louise Michel de l’ENA (1982-1984).
Il effectue pendant sa scolarité un stage à la préfecture du Tarn, puis au magazine Le Point.
Entretemps, en 1981, il fait son service militaire à l’École du commissariat de la marine à Toulon, puis comme chef adjoint de cabinet de l’amiral Herbout, commandant l’arrondissement maritime de Lorient. Il est aujourd'hui commissaire de la Marine de réserve.
À sa sortie de l’ENA, il intègre le corps préfectoral comme directeur de cabinet du préfet du Haut-Rhin (1984), puis est directeur de cabinet du préfet de région Champagne-Ardenne (1985) et enfin sous-préfet de Wissembourg (67).
En 1987, il devient chargé de mission au cabinet d’Alain Madelin, ministre de l’Industrie. Après les élections législatives de 1988, il dirige quelques mois les services du conseil général de l'Essonne présidé par le sénateur (RPR) Jean Simonin.
En août 1989, Thierry Coudert devient chargé de mission auprès de la délégation interministérielle aux Rapatriés aux côtés de Maurice Benassayag. Puis, entre mars et octobre 1991, dirige le cabinet de Kofi Yamgnane, secrétaire d’État aux Affaires sociales et à l’Intégration.
Il retrouve ensuite le corps préfectoral, où il sera successivement sous-préfet de Bonneville (Haute-Savoie), puis directeur de cabinet du préfet de la région Alsace en 1996, et secrétaire général de la préfecture du Puy-de-Dôme en 2001.
Dans le premier gouvernement Raffarin, il est conseiller technique au cabinet de Nicolas Sarkozy, ministre de l’Intérieur, puis occupe les fonctions de sous-préfet de Nogent-sur-Marne de 2002 à 2005. Il réintègre 9 juin 2005 le cabinet de Nicolas Sarkozy lorsqu'il redevient ministre de l'Intérieur, en étant directeur de cabinet délégué aux collectivités territoriales.
Il est ensuite directeur de cabinet de Brice Hortefeux aux Collectivités territoriales dans le gouvernement Villepin, puis à l’Immigration, l’Intégration, l’Identité nationale et le Développement solidaire dans le gouvernement Fillon. Il est alors nommé préfet.
En octobre 2008, il prend la direction de l’Établissement de préparation et de réponse aux urgences sanitaires (EPRUS) qui a été créé quelques mois auparavant, fonction qu'il assure jusqu'en 2013.
Le 6 juin 2014, il est nommé par décret délégué ministériel aux coopérations de sécurité, chargé du dialogue entre les services du ministère de l'Intérieur et les acteurs concourant à la sécurité publique, notamment les représentants des polices municipales et du secteur de la sécurité privée. Il conduit également un dialogue avec les professions et secteurs d'activité particulièrement exposés à la délinquance. Le 27 avril 2015, le ministre de l'Intérieur, à la suite des attentats terroristes de janvier ayant touché la France, lui confie en outre la mission d'assurer la coordination de la protection des sites à caractère religieux sur le territoire national.
Le 4 mai 2016, il est nommé en Conseil des ministres préfet de l'Eure.
Le 15 janvier 2020, il est nommé en Conseil des ministres préfet de Seine-et-Marne, succédant à Béatrice Abollivier.

## Parcours politique
Alors qu’il dirige le cabinet de Brice Hortefeux, Thierry Coudert rassemble un certain nombre de personnalités de gauche qui soutiennent la démarche de Nicolas Sarkozy. C’est ainsi qu’en janvier 2006 il crée La Diagonale, club des sarkozystes de gauche. Pour ce faire, il s’est appuyé sur les réseaux qu’il avait forgés, quand, très jeune en 1975, il avait adhéré au Parti socialiste et été alors un certain temps le responsable fédéral du Val-de-Marne.
Après avoir pris ses distances avec le PS, il renoue à nouveau avec les milieux de gauche quand il devient le collaborateur de Maurice Benassayag, puis de Kofi Yamgnane, dans la mouvance de Laurent Fabius.
Thierry Coudert crée en 1985 un club, Micromégas, qui rassemble des libéraux sur le plan économique et sociétal dans le cadre de la majorité présidentielle d’alors. Un certain nombre de futures personnalités politiques ont fréquenté ce club, comme Bernard Cazeneuve (futur député-maire de Cherbourg, le coprésident avec Thierry Coudert), François Zimeray (futur député européen, puis ambassadeur aux Droits de l’Homme) ou encore Arnaud Montebourg.
Pendant la campagne présidentielle de 2007, La Diagonale a joué un rôle important en permettant à des personnalités de gauche de participer à des débats marquant leur rapprochement progressif avec le candidat Sarkozy : Jean-Marie Bockel, Denis Olivennes, Richard Descoings, Marin Karmitz, etc. La Diagonale a aussi joué un rôle majeur en direction des milieux culturels pour lesquels elle avait organisé une rencontre au Showcase (Paris) entre le candidat et des personnalités des arts.
La Diagonale a été également durant la campagne présidentielle une passerelle vers les milieux homosexuels, notamment en organisant une soirée grâce à « Ticket d'entrée » de Joseph Macé-Scaron, où plus de 500 homosexuels rencontrent Nicolas Sarkozy aux Bains-Douches autour de leaders d’opinion de la communauté comme Pascal Houzelot, Philippe Villin, Donald Potard, etc.
Lors des élections municipales de 2008, Françoise de Panafieu demande à Thierry Coudert d’incarner l’ouverture sur les listes de la majorité présidentielle sur lesquelles il sera élu dans le 17e arrondissement. Dès lors, il adhère au groupe UMP au Conseil de Paris, dont il devient l’un des vice-présidents. Il crée au sein du groupe UMP avec Pierre-Yves Bournazel, Lynda Asmani, Géraldine Poirault-Gauvin, Roxane Decorte et David Alphand « Paris-Pari », qui marque sa différence en défendant notamment le péage urbain, les tours dans les quartiers à aménager ou encore le PACS en mairie.
Parallèlement, il adhère au Parti radical, dont il devient secrétaire général de la Fédération de Paris, président des élus parisiens et membre du bureau national. Il tente alors de faire de la Fédération de Paris du Parti radical une aile avancée de l’UMP susceptible de conquérir les nouvelles sociologies urbaines. Après s’être présenté sans succès contre le président de la Fédération de Paris, Patrice Gassenbach, Thierry Coudert continue de s’investir dans l’UMP (vice-président du groupe au Conseil de Paris, membre du bureau de la Fédération de Paris, membre du conseil stratégique de « Génération France Paris ») et décide de réactiver La Diagonale dans la perspective de l'élection présidentielle de 2012.
Lors des élections législatives qui ont lieu la même année, Thierry Coudert est candidat dans la 3e circonscription de Paris (Batignolles, Épinettes, Grandes carrières). Il est soutenu par le Centre pour la France et est exclu provisoirement de l'UMP pour dissidence.
En janvier 2014, il choisit de soutenir la candidature d'Anne Hidalgo (PS) pour l'élection municipale au  de la candidate UMP Nathalie Kosciusko-Morizet.
En juin 2024, l'Assemblée nationale est dissoute par le président de la République, Emmanuel Macron. Éric Ciotti, président des Républicains, propose une alliance au Rassemblement national (RN) pour les élections législatives des 30 juin et 7 juillet 2024. À cette occasion, il présente la candidature de 60 personnalités dans des circonscriptions, avec le soutien du RN. Thierry Coudert est l'une d'entre elles, se présentant dans la 3e circonscription de Côte d'Or. Il est investi dans la liste des Républicains à droite alliée au RN, alliance classée par le ministère de l'Intérieur et des Outre-mer dans la nuance Union de l'extrême droite,. C'est Pierre Pribetich (PS) qui est élu.
Il mène une liste UDR-RN pour les élections municipales de 2026 à Dijon.

## Idées politiques
Ancien membre du PS puis du Parti radical, il a été membre de l’UMP.
Thierry Coudert se déclare favorable au mariage homosexuel et à l'homoparentalité.
De même, il est pour une mixité sociale qui exclut la concentration de logements sociaux, comme ce sera le cas aux Batignolles, où plus de 50 % des logements seront des HLM.
Enfin, il est attaché au fonctionnement de la ville 24h/24, d’où ses combats pour l’ouverture le dimanche et le soir des magasins, mais aussi des lieux culturels, sportifs (bibliothèques, piscines…) ou festifs.

## Engagement culturel
Pendant la campagne présidentielle de 2007, Thierry Coudert est chargé auprès d’Emmanuelle Mignon des questions culturelles. Il est responsable de ces questions au sein du bureau de la Fédération de Paris de l’UMP et est porte-parole du groupe UMP au Conseil de Paris. Il se bat pour le maintien de la part de budget nécessaire à la création des grandes institutions culturelles de la Ville de Paris, mais défend également des collectifs d’artistes dont l’existence est menacée. Ainsi, il a notamment contribué à sauver la Petite Rockette dans le 11e arrondissement .
Il siège au titre du Conseil de Paris dans les conseils d’administration du théâtre du Châtelet, de la Maison européenne de la photographie, du Cent Quatre et de la Cité internationale des arts. Par ailleurs, au titre de l’État, il préside le conseil d’administration du musée national Jean-Jacques Henner.
Il a été un des auteurs du catalogue de l’exposition « Cartier, 1899-1949 : le parcours d’un style » à la Calouste Gulbenkian Fondation » de Lisbonne en 2007, et il a publié en septembre 2010 un livre : Café Society : mondains, artistes et mécènes 1920-1960 (plus de 10 000 exemplaires vendus).

## Œuvres
- La République féodale : ces nouveaux princes qui nous gouvernent, Paris, Table ronde, 1991 (OCLC 25677028).
- Jardin à la française : plaidoyer pour une république de proximité, sous le pseudonyme d'André Levôtre et en collaboration avec Brice Hortefeux, Paris, Denoël, 2003 (OCLC 52106472).
- Catalogue de l’exposition « Cartier, 1899-1949 : le parcours d’un style » à la Calouste Gulbenkian Fondation, Lisbonne, 2007.
- Café  society : mondains, mécènes et artistes, 1920-1960, Flammarion, 2010.
- Les Scrapbooks du baron de Cabrol et la Café Society, Flammarion, 2016.
- Anglais excentriques, Tallandier, 2024.

## Récompenses et distinctions

### Décorations
- Officier de la Légion d'honneur[Quand ?]
- Chevalier de l'ordre national du Mérite
- Commandeur de l'ordre des Arts et des Lettres
- Chevalier de l'ordre des Palmes académiques
- Chevalier de l'ordre du Mérite agricole
- Médaille de la jeunesse, des sports et de l'engagement associatif, bronze
- Médaille de la sécurité intérieure, bronze